# Швейна промисловість

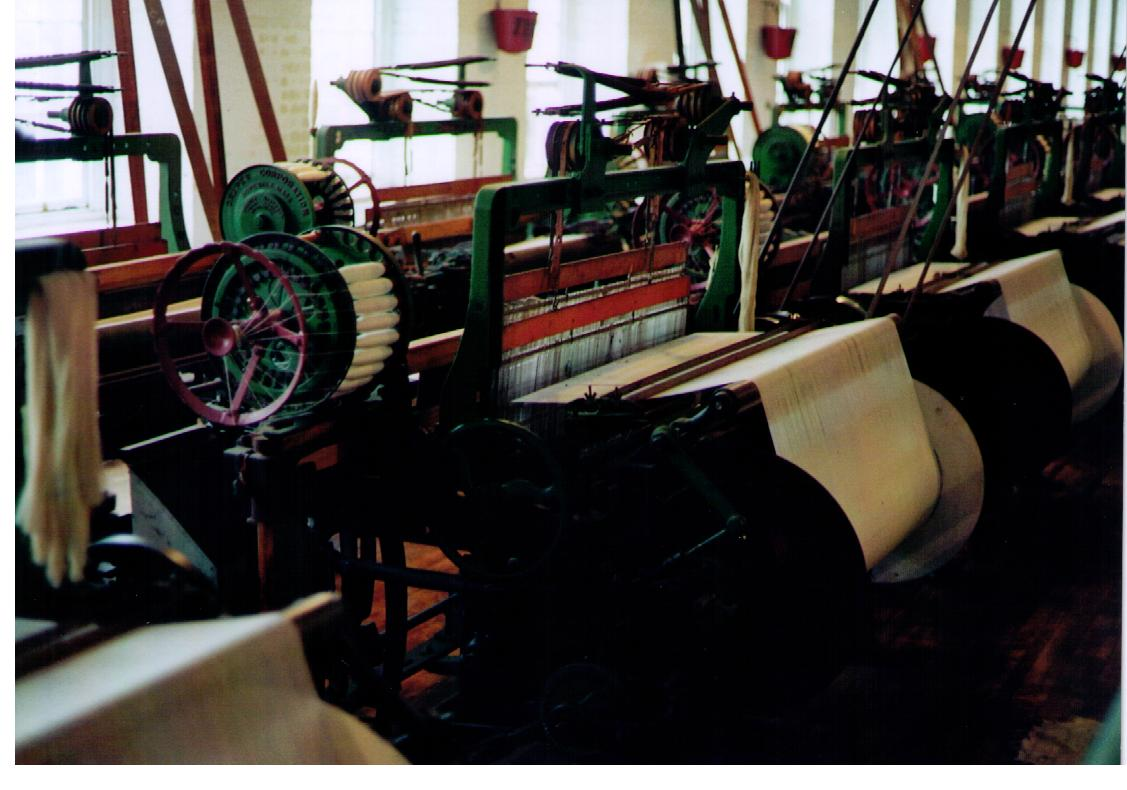
Ткацький верстат у текстильному музеї (місто Лоуелл, штат Массачусетс, США)

Шве́йна промисло́вість — галузь легкої промисловості, що виробляє одяг. Основну сировину для швейної промисловості дає текстильна промисловість.

## Швейна промисловість в Україні

### Історія
Традиції швейної промисловості безпосередньо пов'язані з кравецьким ремеслом і сягають до часів Русі. За середньовіччя, як і пізніше, кравецтво було широко розвинене на українських землях (цехи), і ще до 1918 основною формою виробництва були дрібні кустарні підприємства що нерідко працювали для більших торгових фірм. Кравецтво було найбільше розвинене по більших містах України, передовими осередками швейної промисловості були: Київ, Харків, Одеса, Львів, Чернівці та інші.

### У часи УРСР
З приходом радянської влади поступово збільшено виробничі форми швейної промисловості, зокрема за доби п'ятирічок. До другої світової війни збудовано в Україні близько 20 більших підприємств, у тому числі швейну фабрику імені Ф. Смирнова-Лавочкіна в Києві, імені В. Воровського в Одесі, імені Ю. Д. Тинякова в Харкові та інші. У 30-х pp. майже ліквідовано дрібні форми виробництва: 1940 85,2% виробництва припадало на великі підприємства, і до початку другої світової війни в Україні їх було близько 50. У загальному виробництві легкої промисловості ця галузь становила: 2,4% 1913, 24,8% 1927 — 28 і 37,8% 1940.
У 1950-х pp. в Україні працювало 123 підприємства швейної промисловості, однак її географічне розміщення було дуже нерівномірне. 32% всієї продукції давали підприємства Києва і Харкова. У 1951 — 70 pp. збудовано 10 нових великих підприємств, зокрема в Артемівську (Донецька область), Дрогобичі, Києві, Харкові, Львові, Кропивницькому та Миколаєві. Загальна кількість підприємств збільшилась до 152. Починаючи з 1970-х pp., в Україні створюються великі швацькі об'єднання на базі існуючих підприємств, наприклад, київська «Україна» (найбільше в УССР), одеське імені Воровського, харківське імені Тинякова, «Трембіта» у Чернівцях, дніпропетровське імені В. Володарського та інші. Рівень механізації швейної промисловості підноситься за 1970-х pp. до 58,2%, на той час створено також 6 будинків для моделювання одягу у Львові, Києві, Донецькому, Дніпропетровську, Одесі й Харкові.
| Виробництво Ш. п. УССР за повоєнних pp.       | Виробництво Ш. п. УССР за повоєнних pp. | Виробництво Ш. п. УССР за повоєнних pp. | Виробництво Ш. п. УССР за повоєнних pp. | Виробництво Ш. п. УССР за повоєнних pp. | Виробництво Ш. п. УССР за повоєнних pp. |
| --------------------------------------------- | --------------------------------------- | --------------------------------------- | --------------------------------------- | --------------------------------------- | --------------------------------------- |
| Виробництва:                                  | 1960                                    | 1965                                    | 1970                                    | 1980                                    | 1984                                    |
| Пальта, півпальта і плащі в тис. шт.          | 10 284                                  | 10 078                                  | 17 038                                  | 14 040                                  | 11 441                                  |
| Костюми тис. шт.                              | 14 072                                  | 14 842                                  | 16 926                                  | 15 219                                  | 10 391                                  |
| Сукні (вкл. з сарафанами й халатами) тис. шт. | 3 905                                   | 22 187                                  | 39 456                                  | 56 958                                  | 55 753                                  |
| Штани                                         | 11 910                                  | 21 203                                  | 25 299                                  | 27 119                                  | 22 726                                  |
| Спідниці                                      | 100                                     | 826                                     | 1 427                                   | 3 320                                   | 4 269                                   |

1984 швейна промисловість України виробила продукції на суму 4,9 млрд карб. (20% виробництва СССР) супроти 1,6 млрд карб. 1960 (19'%) і 2,9 млрд карб. 1970 (18%).

### Стан у сьогодення
З уваги на недорозвиненість цієї галузі промисловості Україна мусить ввозити значну частину текстильних виробів з інших республік, а також з країн східного блоку.
Розміщення швейної промисловості і далі досить нерівномірне. Південно-західний район з осередками в Києві і Львові дає близько половини всього виробництва, донецько-дніпровський — 2/6, південний з базою в Одесі — 1/6. Швейна промисловість і надалі переважно скупчена у більших містах. Доброякісні вироби ввозяться переважно з країн східного блоку, зокрема з Польщі,Чехії та Словаччини.